# Rosalie
Rosalie – wieś we Wspólnocie Dominiki, stolica administracyjna parafii świętego Dawida. W 1991 roku wieś zamieszkiwało 800 osób.